# 问题笋螺
问题笋螺（学名：Terebra affinis），是新腹足目笋螺科笋螺属的一种。主要分布于印度尼西亚、中国大陆、台湾，常栖息在低潮线下。